# Jackie Sibblies Drury
Jackie Sibblies Drury (Plainfield, 1982) è una drammaturga statunitense, vincitrice del Premio Pulitzer nel 2019.

## Biografia
Cresciuta a Plainfield solo con la madre, un'immigrata giamaicana, Jackie Sibblies Drury ha conseguito la laurea triennale a Yale e la magistrale all'Università Brown nel 2010, dove si specializzò in drammaturgia.
Nel 2012 ottenne le lodi del New York Times per la sua opera di debutto, We Are Proud to Present a Presentation About the Herero of Namibia, Formerly Known as Southwest Africa, From the German Sudwestafrika, Between the Years 1884-1915, seguita l'anno successivo da Social Creatures.
Ha ottenuto un grande successo di critica nel 2019 con il suo dramma Fairview, che le è valso il Premio Pulitzer per la drammaturgia e il Susan Smith Blackburn Prize nel 2019. Nel 2022 la sua nuova opera Marys Seacole debutta alla Donmar Warehouse di Londra.